# Jhulasan
Jhulasan är en ort i Indien.   Den ligger i distriktet Mahesāna och delstaten Gujarat, i den västra delen av landet, 800 km sydväst om huvudstaden New Delhi. Jhulasan ligger 11 meter över havet och antalet invånare är 8 000.
Terrängen runt Jhulasan är huvudsakligen mycket platt. Jhulasan ligger nere i en dal. Runt Jhulasan är det tätbefolkat, med 849 invånare per kvadratkilometer. Närmaste större samhälle är Kadi, 14,6 km väster om Jhulasan. Trakten runt Jhulasan består till största delen av jordbruksmark.